# Félix Kouadjo
Félix Kouadjo, né le 1939 à Binao en Côte d'Ivoire et mort 6 mai 2012 à Bondoukou, est un évêque catholique ivoirien. Il fut évêque de Bondoukou de 1996 à 2012. Il est le deuxième évêque du diocèse de Bondoukou.

## Biographie
Félix Kouadjo naît en 1939 dans le village de Binao-Boussoué, une localité du sud-est de la Côte d'Ivoire. Il est ordonné prêtre le 16 mars 1969.
Le pape Jean-Paul II le nomme évêque de Bondoukou le 22 avril 1996. Il reçoit l'ordination épiscopale de l'évêque de Yopougon, Laurent Akran Mandjo, le 20 juillet de la même année. Les co-consécrateurs étaient l'archevêque d' Abidjan, Bernard Agré, et le nonce apostolique, Luigi Ventura.
Il meurt le 6 mai 2012 à Bondoukou. Il est inhumé à Bondoukou après une messe de requiem à la paroisse cathédrale Sainte Odile de la ville,.